# Ann Dunham
Stanley Ann Dunham (Wichita, 29 de novembro de 1942 - Honolulu, 7 de novembro de 1995) foi uma antropóloga americana especializada em antropologia econômica e desenvolvimento rural da Indonésia. Era a mãe de Barack Obama, o 44.º presidente dos Estados Unidos. Dunham era conhecida como Stanley Ann Dunham durante o ensino médio, depois como Ann Dunham, Ann Obama, Ann Soetoro, também conhecida como Ann Sutoro, e retomou seu nome de solteira, Ann Dunham, mais tarde na vida.
Nascida em Wichita, Kansas, Dunham estudou no Centro Leste-Oeste e na Universidade do Havaí em Manoa em Honolulu, onde se formou em antropologia (1967), e mais tarde recebeu o mestrado em artes (1974) e doutorado (1992), também em antropologia. Ela também frequentou a Universidade de Washington em Seattle de 1961 a 1962. Interessada em artesanato, tecelagem e o papel das mulheres nas indústrias caseiras, a pesquisa de Dunham se concentrou no trabalho feminino na ilha de Java e na ferraria na Indonésia. Para lidar com o problema da pobreza em vilas rurais, ela criou programas de microcrédito enquanto trabalhava como consultora para a Agência dos Estados Unidos para o Desenvolvimento Internacional. Dunham também foi funcionária da Fundação Ford em Jacarta e prestou consultoria ao Banco Asiático de Desenvolvimento em Gujranwala, Paquistão. No final de sua vida, ela trabalhou com o Bank Rakyat Indonésia, onde ajudou a aplicar sua pesquisa ao maior programa de micro finanças do mundo.
Depois que seu filho foi eleito presidente, o interesse pelo trabalho de Dunham foi renovado: a Universidade do Havaí realizou um simpósio sobre sua pesquisa; uma exposição da coleção de tecidos de batique indonésio de Dunham percorreu os Estados Unidos; e em dezembro de 2009, a Duke University Press publicou Surviving against the Odds: Village Industry in Indonesia, um livro baseado na dissertação original de 1992 de Dunham. Janny Scott, autora e ex-repórter do New York Times, publicou uma biografia sobre a vida de Ann Dunham intitulada A Singular Woman in 2011. O interesse póstumo também levou à criação da Fundação Ann Dunham Soetoro no Departamento de Antropologia da Universidade do Havaí em Mānoa, bem como a Ann Dunham Soetoro Graduate Fellowships, destinava-se a financiar estudantes associados ao Centro Leste-Oeste (EWC) em Honolulu, Havaí.
Em uma entrevista, Barack Obama se referiu a sua mãe como "a figura dominante em meus anos de formação ... Os valores que ela me ensinou continuam a ser minha pedra de toque quando se trata de como eu lido com o mundo da política."

## Primeiros anos
Stanley Ann Dunham nasceu em 29 de novembro de 1942, no Hospital St. Francis Ascension Via Christi em Wichita, Kansas, sendo filha única de Madelyn Lee Payne e Stanley Armor Dunham. Ela era de ascendência predominantemente inglesa, com alguns escoceses, galeses, irlandeses, alemães e suíços. Wild Bill Hickok é seu primo sexto, cinco vezes removido. Ancestry.com anunciou em 30 de julho de 2012, depois de usar uma combinação de documentos antigos e análise de DNA, que a mãe de Dunham era descendente de John Punch, um homem africano escravizado que viveu na Virgínia colonial do século XVII.
Seus pais nasceram no Kansas e se conheceram em Wichita, onde se casaram em 5 de maio de 1940. Após o ataque a Pearl Harbor, seu pai alistou-se no Exército dos Estados Unidos e sua mãe trabalhou em uma fábrica da Boeing em Wichita. De acordo com Dunham, ela recebeu o nome de seu pai porque ele queria um filho, embora seus parentes duvidem dessa história e seu tio materno lembrou que sua mãe chamou Dunham em homenagem ao personagem de sua atriz favorita Bette Davis no filme In This Our Life porque ela pensou Stanley, como nome de menina, soava sofisticado. Quando criança e adolescente, ela era conhecida como Stanley. Outras crianças zombavam dela por causa de seu nome, mas ela o usava durante o ensino médio, "se desculpando por isso cada vez que se apresentava em uma nova cidade". Quando Dunham começou a frequentar a faculdade, ela era conhecida pelo nome do meio, Ann. Após a Segunda Guerra Mundial, a família de Dunham mudou-se de Wichita para a Califórnia enquanto seu pai estudava na Universidade da Califórnia em Berkeley. Em 1948, eles se mudaram para Ponca City, Oklahoma, e de lá para Vernon, Texas, e depois para El Dorado, Kansas. Em 1955, a família mudou-se para Seattle, Washington, onde seu pai trabalhava como vendedor de móveis e sua mãe trabalhava como vice-presidente de um banco. Eles moravam em um complexo de apartamentos no bairro de Wedgwood, onde ela estudou na Nathan Eckstein Junior High School.
Em 1956, a família de Dunham mudou-se para Mercer Island, um subúrbio do leste de Seattle. Os pais de Dunham queriam que sua filha de 13 anos frequentasse a recém-inaugurada Mercer Island High School. Na escola, os professores Val Foubert e Jim Wichterman ensinaram a importância de desafiar as normas sociais e questionar a autoridade à jovem Dunham, e ela levou as lições a sério: "Ela sentiu que não precisava namorar, casar ou ter filhos." Um colega de classe lembrou-se dela como "intelectualmente muito mais madura do que nós e um pouco à frente de seu tempo, de uma forma descentrada", e um amigo do ensino médio a descreveu como bem informada e progressista: "Se você estivesse preocupado sobre algo dar errado no mundo, Stanley saberia primeiro. Éramos liberais antes de saber o que eram liberais." Outra a chamou de "a feminista original". Ela cursou o ensino médio "lendo poetas beatniks e existencialistas franceses".